# Майтотоксин
Майтотоксин — токсин небелковой природы, продуцируемый динофлагеллятами вида Gambierdiscus toxicus. Является одним из самых токсичных веществ, обнаруженных в живой природе, и, одновременно, одним из самых сложных по структуре веществ природного происхождения.
Майтотоксин чрезвычайно токсичен (доза в 130 нг/кг массы тела, при внутрибрюшинном введении, летальна для мышей) и обладает, вероятно, самым сложным строением из всех известных небелковых веществ природного происхождения (правильность установления структуры и пространственного строения молекулы майтотоксина и в настоящее время вызывает сомнения, а попытки осуществить его полный синтез, начатые ещё в середине 1990-х годов, до сих пор не увенчались успехом).

## История открытия и изучения
Изначально майтотоксин был выделен из рыб вида Ctenochaetus striatus (полосатый хирург), обитающих в экосистемах коралловых рифов и питающихся планктоном (биоаккумуляция токсина в организме некоторых видов хищных рыб (барракуды, морской окунь, мурены, сибас и др.), питающихся полосатым хирургом, приводит к отравлению людей, употребляющих рыбу этих видов в пищу). На Таити этот вид рыб известен как «maito», что и дало название этому токсину.
Структура и пространственное строение молекулы майтотоксина были установлены к середине 1990-х годов с использованием методов аналитической химии (масс-спектрометрия и двумерная спектроскопия ЯМР с предварительной частичной окислительной деградацией молекулы данного токсина). Но сомнения относительно правильности установления пространственного строения майтотоксина остаются до сих пор.
Необычность и сложность структуры (в том числе наличие в молекулах множества хиральных центров) таких соединений как майтотоксин, палитоксин и др. делают установление их строения само по себе очень сложной задачей и требуют привлечения усилий как наиболее компетентных учёных, так и использования самых передовых методов химического и физико-химического анализа (в том числе таких, которые ранее просто не существовали). Особую сложность представляет установление стереохимии (пространственного строения) подобных соединений. Даже само по себе получение достаточных количеств таких веществ является непростой задачей. Единственный доступный источник получения — выделение из живых организмов, которые осуществляют биосинтез либо биоаккумулируют их в себе (причём, как правило, содержание их очень невелико). К примеру, для получения в чистом виде майтотоксина пришлось на протяжении года культивировать динофлагеллят вида Gambierdiscus toxicus для получения около 4000 литров культуры (с концентрацией клеток 2⋅106/л), а затем применить многостадийный процесс выделения, концентрирования и очистки этого соединения. В итоге удалось получить порядка 5 мг химически чистого майтотоксина.
Работы над осуществлением полного синтеза майтотоксина были начаты в 1996 году и продолжаются (с перерывами) по настоящее время под руководством Кирьякоса Николау. Возглавляемые им группы учёных пока что смогли осуществить синтез некоторых отдельных частей, из которых состоит молекула майтотоксина.
Молекула майтотоксина состоит из 32 конденсированных колец, содержит 28 гидроксильных и 22 метильные группы, а также 2 эфира серной кислоты. Кроме того, в ней есть 98 хиральных центров. Всё это делает задачу по выполнению полного химического синтеза майтотоксина исключительно сложной.

## Токсичность
ЛД50 — 50 нг/кг массы тела (для мышей), что делает майтотоксин наиболее токсичным из всех известных веществ небелковой природы.
Физиологическое действие майтотоксина состоит в нарушении гомеостаза внутриклеточного содержания Ca2+. Резкое повышение содержания ионов Са2+ внутри клеток, в конечном счёте, приводит к их гибели. Точный молекулярный механизм действия майтотоксина неизвестен, но предполагается, что он связывается с Ca-АТФазой, превращая её в ионный канал, через который ионы Ca2+ начинают неконтролируемо поступать во внутриклеточное пространство